# Introspection (Greg Howe)
Introspection è il secondo album in studio del chitarrista statunitense Greg Howe, pubblicato nel 1993.

## Il disco
Introspection presenta notevoli differenze rispetto al suo predecessore: mentre il primo è un disco di puro shred rock strumentale con tinte neoclassical, nel secondo Howe si affaccia alla fusion, al jazz, al funk, non perdendo tuttavia la matrice shred. L'album è stato di notevole importanza per lo sviluppo di una nuova scuola di rock-fusion all'inizio degli anni 90, insieme ai primi lavori di Frank Gambale e a Powers of Ten di Shawn Lane.

## Tracce
Musiche di Greg Howe, eccetto dove indicato.
1. Jump Start – 4:42
2. Button Up – 6:15
3. Come and Get It – 5:17
4. In Step – 4:50 (Howe, Alsamad Caldwell)
5. Desiderata – 2:56
6. No Place Like Home – 4:23
7. Direct Injection – 5:35
8. Pay as You Go – 7:29

## Formazione
- Greg Howe – chitarra, tastiere, ingegneria del suono, produzione
- Alsamad Caldwell – basso (eccetto tracce 3, 6)
- Vern Parsons – basso (tracce 3, 6)
- Kevin Soffera – batteria
- Chris Midkiff – missaggio
- Kenneth K. Lee Jr. – mastering